# Список заклинань (Гаррі Поттер)
Закляття — дисципліна, що вивчає різні рухи чарівною паличкою з одночасним вимовленням одного або декількох слів; дані дії, якщо вони правильно проведені, дають різні результати.
Заклинання умовно можна підрозділити на дві групи:
- заклинання, в яких використані латинські слова («Алогомора», «Фініте інкантатем»);
- заклинання, в яких використана рідна мова чарівника («Забуттятус», «Заклятус», «Язиколип»).

Також всі заклинання можуть бути як вимовлені вголос, так і сказані подумки («невербальні заклинання» або так звані «безмовні закляття»). Для деяких заклинань невербальна вимова є обов'язковою умовою. Таких як, наприклад, «Смертельне закляття» більше відоме як «Авада Кедавра», адже для виконання цього закляття треба щиро прагнути смерті противника.
Складність предмету «Заклинання» полягає в тому, що при вимовленні заклинання не можна ні на йоту відійти від зразка. Нечіткий рух палички, невиразно або неправильно вимовлені звуки чарівних слів можуть спричинити не просто відсутність потрібного ефекту, але і привести до катастрофічних наслідків.
Єдиним відомим нам викладачем Заклинань у школі чарів та чаклунства «Гоґвортс» є професор Філіус Флитвік, декан гуртожитку Рейвенклов. Проте, його уроки відзначаються не надто строгою дисципліною — Гаррі Поттер використовував час предмету «Заклинання» для того, щоб обговорити новини із Роном Візлі та Герміоною Ґрейнджер.

## Непрощенні закляття
Закляття, використання яких до людей карається довічним ув'язненням у Азкабані. До них належать Авада Кедавра, Імперіус (Імперіо) та Круціатус (Круціо).

### Авада Кедавра
Авада Кедавра (арам. avd/אבד, «загубити, зникнути»; арам. ke/כ, «як»; арам. davar/דבאר, «річ»)  — смертельне закляття(убиває на місці). Запозичене авторкою з Абракадабра

### Імперіус
Імперіус — підкорююче закляття (широко використовується смертежерами).

### Круціатус
Круціатус — закляття, що використовуються для катування —  викликає пекельний біль.

## Основні заклинання

### Аґваменті
Аґваменті (від лат. Aquamenti — творити воду) — заклинання, що дозволяє створювати чисту питну воду. Може використовуватися як для пиття, так і для різних інших потреб: гасіння пожежі, в господарських цілях тощо. Наприклад, коли Албус Дамблдор і Гаррі шукали медальйон-горокракс, Дамблдор був вимушений випити зілля, що знаходилося в чаші, оскільки іншим способом медальйон було неможливо дістати. Його почала мучити страшна спрага. Гаррі спробував допомогти директорові, використовуючи це закляття, яке, втім, не спрацювало: ні начарована вода, ні принесена з собою при цій спразі не допомагала. Дещо пізніше Гаррі гасить підпалену хатину Геґріда за допомогою цього заклинання. Цього разу заклинання спрацювало в повну силу.

### Акціо
Акціо (від лат. Accio — кликати, запрошувати) — замовляння-викликання. Треба вказати назву того, що ви хочете викликати. Якщо такого предмета нема, то спрямуйте чарівну паличку на приблизне розташування чогось і промовте заклинання.

### Алогомора
Алогомора (від англ. Alohomora) — заклинання, що відмикає замки. Проте заклинання діє не на всі замки: наприклад, двері, які ведуть в підземелля з Чарівними Шахами, заклинанням відкрити не вдалося. Вперше заклинання вживається в книзі «Гаррі Поттер і філософський камінь» — Герміона Ґрейнджер відчинила цим заклинанням двері на заборонений третій поверх в 1991 році. І також скористалася, щоб відімкнути вікно в кабінеті Філіуса Флитвіка, щоб звільнити Сіріуса Блека в 1994 році.
Алогомора перекладається з мови сідікі як «хороший для крадіжки». Назва заклинання відбулася, імовірно, від латинської alo hoc mora — «я долаю перешкоду». Другий варіант походження — комбінація гавайського aloha («привіт/па-па») з латинським mora («перешкода»).

### Вінґардіум Левіоса
Вінґардіум Левіоса (англ. Wingardium Leviosa) — закляття левітації, що примушує предмет злетіти. Назва походить від латинського «levis» — легкий (як і левітація) + англійського «winged» — крилатий.
Вперше заклинання згадується в книзі «Гаррі Поттер і філософський камінь» на уроці Заклинань професора Філіуса Флитвіка. Клас повинен був навчитися за допомогою цього заклинання примусити літати перо, проте зі всього класу лише Герміона Ґрейнджер справилася з завданням, за що була нагороджена з боку Рона Візлі словами «справжній кошмар». Це стало причиною того, що Герміона, образившись, не пішла на святкування Геловіна, а закрилася в жіночому туалеті, в тому самому, куди декілька пізніше Гаррі Поттер разом з Роном Візлі заманили троля. Проте, вчасно згадавши, що в цьому туалеті Герміона, Гаррі і Рон вирішили врятувати її. Гаррі увіткнув тролю в ніс свою паличку, а Рон вимовив перше ж заклинання, що спало на думку: Вінґардіум Левіоса. Дубина троля зависла в повітрі і через мить обрушилася на його голову.
У книзі «Гаррі Поттер і Орден Фенікса» питання про «Вінґардіум Левіоса» попалося Гаррі Поттеру на іспиті СОВ із Заклинань.
У книзі «Гаррі Поттер і смертельні реліквії» Гаррі Поттер використовує «Вінґардіум Левіоса», щоб примусити літати зіпсований мотоцикл Сіріуса Блека після атаки Волдеморта під час перельоту з будинку Дурслів.

### Гаркірвіс Мачав
Гаркірвіс Мачав — заклинання, яке утворює усередині ротової порожнини гігантських слимаків. У книзі «Гаррі Поттер і таємна кімната» заклинання спрацювало через несправність палички Рона на нього ж самого.

### Ґлаціус
Ґлаціус — це заморожуюче закляття. Воно заморожує все живе: овочі, фрукти, людей, але не дає їм вмерти, просто їх знерухомлює.

### Експекто Патронум
Експекто патронум (від лат. expecto — чекаю, очікую та patronus — заступник) — заклинання для виклику патронуса (може бути у вигляді якоїсь тварини, яка тісно пов'язана, або асоціюється з вами, або ж як щит). Широко використовується для відганяння дементорів. Патронус також може передавати повідомлення.

### Експеліармус
Експеліармус (лат. висилати зброю) — обеззброювальне закляття. Вириває паличку супротивника з його рук. Якщо закляття влучає в людину, воно сильно штовхає її. Найчастіше використовувалося Гаррі Поттером. Завдяки тому, що в сьомій книзі Гаррі використав його проти гіпнотизованого Стена Шанпайка, смертежери впізнали його серед безлічі його двійників і покликали туди Волдеморта (як потім пояснив Ремус Люпин, в екстремальних ситуаціях цим банальним закляттям користується тільки Гаррі Поттер, тож смертежери впізнали хлопця саме завдяки йому).

### Зложар
Зложар (пекельний вогонь) — дуже сильна темна магія. Викликаний заклинанням, цей вогонь має власний розум, він цілком цілеспрямовано переслідує свою жертву, спалюючи заразом усе на своєму шляху. Зупинити Пекельний вогонь украй складно. З цієї причини його не наважується застосувати Герміона Ґрейнджер, хоча за її визнанням це — один з небагатьох способів знищення горокраксів. У книзі Пекельний вогонь викликав Вінсент Креб, намагаючись покінчити з Гаррі і його друзями, що врешті-решт допомогло знищити горокракс-діадему Ровіни Рейвенклов. При цьому слизеринець сам не знав як зупинити викликану ним стихію і помер від отриманих опіків. Гаррі, Рону і Герміоні дивом вдається врятуватися самим і врятувати Драко Мелфоя і Ґреґорі Ґойла.

### Імпервіус
Імпервіус (англ. Impervius) — використовується для огорожі від зовнішньої фізичної дії води, повітря, будь-яких інших речовин і предметів.
Герміона Ґрейнджер наклала Імпервіус на окуляри Гаррі Поттера під час матчу з квідичу з Гафелпафом на третьому курсі;
На п'ятому курсі Анжеліна Джонсон, зважаючи на погану погоду, питає Гаррі, яким заклинанням Герміона поліпшила йому окуляри на третьому курсі. Це заклинання використовує вся команда, але навіть воно допомагає дуже слабо;
Та ж Герміона радить Рону Візлі застосувати Імпервіус в кабінеті Якслі, щоб захистити його речі від дощу, що йде там;
При викраданні горокракса з сейфа Лестранжів в банку Ґрінґотс був застосований Імпервіус, щоб врятуватися від падаючих розжарених предметів.

### Левікорпус
Левікорпус — заклинання, що завішує суперника на ногах. Закляття винайшов Северус Снейп у Гоґвортсі і застосувував його на своїх противниках, проте воно швидко стало популярним і згодом було використано проти самого Снейпа.

### Леґілеменс
Леґілеменс — виманологія. Закляття для проникнення в мозок (читання думок).

### Люмос
Люмос (Lumos)(фр. світло) — запалює вогник на кінці палички. Цей вогник служить для освітлення і інколи — для зігрівання або підпалу. Джерело світла виходить невеликим, приблизно — як від кишенькового ліхтарика. Також це заклинання використовується для пошуку прихованих проходів в стінах і платформах.
Люмос Максима (Lumos Maxima) — використовується для створення великої світлової кулі, яка, злітаючи з палички, освітлює приміщення.
Люмос Солем (Lumos Solem) — запалює сильний промінь сонячного світла, котрий сяє на кінці палички. Було використано Герміоною Ґрейнджер для нейтралізації рослини під назвою «Пастки Диявола», які хворіють від сонячного світла.

### Облівіейт
Облівіате (англ. забувати) — за допомогою цього закляття супротивник втрачає всю пам'ять.

### Пріорі Інкантатем
Пріорі Інкантатем (італ. останній зачарований) — виявляє, яке заклинання використовувала чарівна паличка востаннє.

### Протеґо
Протеґо - щит, найефективніше проти закляття авада-кедавра, експеліармус та редукто.
Протеґо тоталум — використовується для захисту територій. Використовувалось Герміоною в книзі "Гаррі Поттер і смертельні реліквії".
Протеґо Діаболіка — викликає захисний синій вогонь навколо по території, яку хоче ізолювати маг. Використовувалося Квіренусом Квірелом у Гаррі Поттері і філософському камені та Ґелертом Ґріндельвальдом у Фантастичних Звірях.

### Репаре
Репаро (від англ. to repair — лагодити, ремонтувати) — заклинання, за допомогою якого можливе відновлення зламаних предметів, таких, як вази, окуляри, скло і т. д.
Зустрічається у всіх книгах. При першій згадці цього заклинання Герміона відновлює окуляри Гаррі.
Особливості застосування:
1. Заклинання не годиться для лагодження одягу (так у Люпина — «штопана мантія», у професорки Спраут — «чинений-перечинений капелюх», Чарлі Візлі сам штопає собі пропалений шолом);
2. Якщо предмет зламався тільки що, то достатньо сказати просто «репаро», якщо поломка давня, потрібне уточнене заклинання (наприклад, «Окулюс репаро» — «полагодити окуляри»);
3. Лагодження чарівних паличок проблематичне. Герміоні не вдалося полагодити зламану чарівну паличку Гаррі: відновилася (причому ненадовго) тільки структура, а магічна складова була втрачена. Згодом, Гаррі все ж таки зумів полагодити зламану чарівну паличку заклинанням Репаро, використовуючи бузинову паличку.

В книгах про ГП заклинання використовувалось:
1. четверта книга — у «Гоґвортському експресі» Рон грюкнув дверима купе і розбив шибку — Герміона відновила;
2. п'ята книга — Гаррі розбив миску з муртлаповим відваром і сам її зліпив докупи;
3. п'ята книга — у кабінеті Снейпа Гаррі безуспішно навчався блокології, розбив якусь банку, Снейп відновив;
4. Гаррі привласнив собі підручник Напівкровного принца із зіллєваріння шляхом обміну палітурок у цього і нового підручників (щоб зовні не видно було).

### Рідікулус
Рідікулюс — (англ. ridiculous — смішний) заклинання проти ховчика. Перетворює створіння на смішну подобу, є найбільш ефективним засобом боротьби з ховчиками (адже викликає сміх).

### Ріктусемпра
Ріктусемпра (лат. завжди посміхатись) — заклинання лоскіт.

### Сектумсемпра
Сектумсемпра (лат. завжди порізаний) — в заклятого на тілі утворюються різані рани, з яких струменем б'є кров (створив пр. Снейп). Також цим закляттям у сьомій книзі було відірвано Джорджу вухо.

### Сонорус
Сонорус (лат. галасливий) — магічний підсилювач голосу. (підсилює голос в 1000 разів).

## Інші заклинання
Аква Ерукто — гасить пожежі.
Анапне (оαναπνέω)(грец. дихати) — допомагає, якщо людина починає душитися (щось застрягло в горлі).
Апареціум — виявляє невидиме чорнило.
Аранія Екземі — заклинання, яке використовував Гаррі для відлякування акромантулів в другій частині.
Бруднозник - заклинання, яке змушує зникнути бруд.
Вадівазі (Waddiwasi) — заклинання, завдяки якому можна примусити предмети летіти в супротивника. Відрізняється від Вінґардіум Левіоса тим, що левітація направлена конкретно проти ворога. У 1993 році «вадівазі» використовує Ремус Люпин проти Півза, який знов бешкетував, заклеюючи гумкою замкову щілину. Це єдиний приклад застосування цього закляття. Також, скоріш за все, невербально це заклинання застосував Волдеморт проти Дамблдора в п'ятій частині, коли примусив осколки скла летіти прямо в нього.
Вермінкулюс — перетворює об'єкт на черв'яка. Не діє на людей.
Волате Аскендере — заклинання, яке підкидає об'єкти вгору.
Глушилято — заклинання блокування звуку, супротивник відчуває дивне дзижчання у вухах. Винайдене Северусом Снейпом, раніше шостої книги не зустрічається. У 6-й: Гаррі, перебуваючи у лікарні після близького знайомства з биткою у руках Маклаґена, використав його проти лікарки, щоб вона не чула, як до нього завітали два ельфи-домовики; наступного дня після того, як виманив спогади у Слизорога, на уроці заклинань — на всіх довкола. У 7-й книзі: Герміона використала це заклинання у «Барлозі» для вільного обговорення спадщини, переданої Скрімджером; це також було одне із захисних заклять Герміони, коли вона утаємничувала намет, у якому вони утрьох жили, коли блукали лісами і полями Британії. Також воно згадується, але не використовується ще кілька разів.
Гуменом ревеліо - виявлення людської присутності.
Ґлісео — перетворює сходи на похилу гору. Зазвичай діє автоматично, його накладають заздалегідь. Якщо людина не відповідає вимогам людини, яка наклала заклинання, то вона не підніметься сходами нагору.
Дакліфорс — перетворює об'єкт на гумову качку. Використовується в такий же самий спосіб, як і перше.
Денсоґіо — починають рости передні зуби (5-30 см).
Депулсо — відштовхуючі чари в грі «Гаррі Поттер і Орден Фенікса». Відштовхувальні чари були названі і в книзі, але саме заклинання не вимовлялося.Чари які відштовхують ціль від себе на відстань яку може змінювати чарівник.
Джемініо (Geminio) (лат. подвійний) — заклинання для створення дубліката предмету.
Діфіндо (від лат. diffindo — розколювати, розщеплювати) — пошкоджує речі, на які націлено чарівну паличку.
Драконіфорс — перетворює статую мінідракончика на справжнього мінідракончика, який більше не росте.
Дуро — перетворює тканину на камінь. Використовується для захисту.
Еванеско — змушує зникати рідини (воду, блювотиння), на які ви скеруєте чарівну паличку.
Екскуро — заклинання для очищення предмету від бруду.
Енґорджіо — заклинання розбухання. Збільшує розміри предмета чи істоти.
Епіскі — зцілювані чари. Можуть зцілити переломи, рани.
Забуттятус — закляття стирає пам'ять. Дуже часто це закляття використовує міністерство магії, щоб стерти з пам'яті маґлів неймовірні події, які пов'язані з чарами.
Закляктус (Stupefy) — приголомшливе заклинання. Супротивник ненадовго ввергається в шок і не в змозі що-небудь зробити. Відрізняється від Петрифікус Тоталус тим, що супротивник не витягується по стійці «струнко», а завмирає в тій позі, в якій його застало заклинання. У ряді випадків заклинання збиває ураженого з ніг. Одне з найпопулярніших заклинань в дуелях чарівників. Виглядає як траса вогненно-червоного кольору. Застосування одного могутнього приголомшливого заклинання може привести до летального результату (смерть Белатриси Лестранж від руки Молі Візлі), але все залежить лише від самого чарівника, а точніше від його емоційного стану в момент вимови заклинання. Також до смерті або до серйозних каліцтв може привести багаторазове попадання цього закляття.
Зв'язатус — з повітря з'являються мотузки, які міцно зв'язують того, на кого було накладено це закляття.
Інаніматус Конжурус (Inanimatus Conjurus) — заклинання творення. Використовується для творення чогось з нічого, тобто матеріалізації об'єкта з нічого. Є певні обмеження на те, щоб щось створити. Наприклад, з нічого не можна створити їжу. Очевидно, що речі з нічого не виникають, тобто скоріше за все, йдеться про перетворення енергії.
Імобулюс — заспокоює войовничу вербу на території Гоґвортсу, під якою є таємний хід у Верескливу халупу в Гоґсміді.
Імпедімента — стримувальне закляття.
Інсендіо — спалахує вогонь в місці, куди ви скерували чарівну паличку.
Каве інімікум (Cave inimicum) — захисне заклинання. Створює довкола захищеного ним об'єкта невидимий щит, який приховує від небажаних осіб, заглушає звуки, які йдуть зсередини, при перетині цього кола-щита небажаними особами повідомляє про це виконавця закляття.
Карпе Ретрактум — притягає людину до мети. У грі «Гаррі Поттер і в'язень Азкабану» це заклинання використовував Рон на перших заняттях з Захисту від Темних Мистецтв. Потім почали використовувати Гаррі і Герміона. Рон здавав на іспиті це заклинання.
Квіетус — магічний зменшувач голосу (скасовує дію заклинання «Сонорус»).
Колопортус — це магічний спосіб замикання дверей. Це закляття є протилежним до Алогомори — запечатані Колопортусом двері не можна відкрити Алогоморою — їх можна тільки зруйнувати. Заклинання пішло від латинського слова «Portus» — «портал, прохід, брама», «lop» — «рубати, відрізати». У циклі книг про ГП використовувалося у 5 книзі, коли Гаррі з друзями втікали від смертежерів у Міністерстві магії.
Конфундус — заклинання дезорієнтації.
Кон'юнктивітіс — засліплює і завдає нестерпного болю в очах.
Лакарніум Інфламаре — викликає маленький вогник, достатній для того, аби щось зварити, підсмажити чи погрітися.
Лапіфорс — оживляє статую кроля.
Легіліменс — проникнення в чужі думки.
Летус — заклинання, яке перетворює предмет на летиключ.
Ліберакорпус — скасовує дію заклинання «Левікорпус».
Локомотор Мортіс — закляття, що зав'язує ноги.
Локомотор — предмет підноситься в повітря. Керується переміщення чарівною паличкою і прямує за нею.
Магікус екстремус — підсилює дію заклинань. Зазвичай використовується для довготривалих заклинань, для миттєвих не підходить (Петрифікус Тоталус, Закляктус, Мелофорс, Ґлаціус, Лумос тощо).
Мелофорс — гарбузоголове закляття. Перетворює голову об'єкта на гарбуз. Не діє на людину.
Мобіліарбус — предмет відривається від землі, на кілька см, і стає на вказане місце.
Мобілікорпус — людське тіло стає у вертикальній позиції (якщо людина непритомна) і зависає над землею (пару см) після скеровується чарівною паличкою на місце, яке вкажете, і воно «попливе» на це місце.
Морсмордре — вичакловує Чорну Мітку.
Нокс — цим заклинанням користуються, щоб погасити світло на кінці палички, який запалюється заклинанням Лумос. Заклинання Нокс звучить тільки два рази, у третій книзі у Верескливій халупі. Другий випадок теж пов'язаний із Верескливою Халупою, але вже в сьомій книзі — Гаррі намагається вбити Наджіні. Проте очевидним є факт, що використовувалося воно значно частіше, адже світло палички само майже ніколи не гасло.
Обскуро — заклинання, яке створює темну пов'язку на очах.
Опуґно — наказує птахам нападати на певну особу.
Орбіс — викликає пташок із чарівної палички.
Орхідеус — вичакловує букет квітів.
Пакуйтеся — речі пакуються і падають в місце, яке ви призначили.
Пескі-Піксі-Пестерномі — заклинання проти корнуольських ельфів (на думку Ґільдероя Локарта).
Петрифікус Тоталус — повний тілов'яз.
Поверте статум (Poverte statum) — заклинання, яке примушує супротивника відлетіти назад.
Пуллюс — перетворення неживого об'єкта на курку.
Розсійчари — розсіває чари, накладені на істоту.
Редуціо — заклинання зменшування предмета чи істоти (скасовує заклинання «Енгорджіо»).
Редукто — вибухове закляття.
Релашіо — примушує супротивника повністю розслабитися, він почуває себе притомленим, йому хочеться відпочити. Також це закляття знімає кайдани. Ймовірно, виникло від англійського to relax — «розслаблятися».
Ренервате — заклинання, яке повертає свідомість. Для його здійснення треба провести паличкою від голови до ніг, бажано швидко, промовляючи назву заклинання. У шостій книзі Гаррі рятував цим заклинанням Дамблдора на острові посеред підземного озера, де вони шукали горокракс.
Репелло маґлетум — заклинання, яке дозволяє приховати від маґлівських очей будь-який об'єкт.
Репелло маґнетум — закляття, яке відхиляє від виконавця інші небезпечні заклинання.
Серпенсортіа (Serpensortia) — поява змії.
Сіленціо — мовчальне закляття. Змушує втрачати голос.
Скеруй Мене — чарівна паличка показує на північ.
Спеціаліс Ревеліо — виявляє, чи предмет, наприклад книжка, не зачарований, або, чи містить якісь таємниці.
Таранталеґра — безконтрольне смикання ніг.
Терґео — прибирає бруд з невеликих поверхонь (для великих поверхонь використовується Ескуро).
Ферула — заклинання для накладання шини, забинтовує частини тіла. Потрібно для лікування.
Фініте Інкантатем — закінчує дію майже всіх заклинань.
Флаґрате — позначка предмету хрестом, що світиться. Зіграло велику роль в «Гаррі Поттер і Орден Фенікса». Це заклинання знадобилося Гаррі та його друзям в Таємному відділі Міністерства Магії, де була невелика темна кімната з однаковісінькими дверима. Але щоб ще більше збити з пантелику небажаних гостей Міністерства, підлога крутилася. Отже, знайти потрібні двері було вкрай тяжко. Якби не холоднокровний розум Герміони, яка використала це заклинання, щоб помітити ті входи, які вони вже перевіряли, друзям довелося б затратити набагато більше часу для того, щоб знайти потрібні їм двері.
Фурункулюс — з'являються великі бридкі фурункули у місці, куди влучило заклинання.
Язиколип — заклинання приклеювання язика до піднебіння. Винайдене Северусом Снейпом.
Декілька заклять застосовані одночасно можуть вбити